# Гаянська креольська мова
Гаянська креольська мова (відома серед носіїв як Creolese, чи просто Gayiniiz) — креольська мова на основі англійської мови, якою говорять гаянці. З лінгвістичної точки зору, ця мова подібна до інших англійських діалектів карибського регіону: вона базується на англійській мові зразка XIX століття та має запозичення з західноафриканських, індійських, азійських, аравацьких мов, а також нідерландської.

## Різновиди та впливи
У гаянської креольської існує багато діалектів, що розділені за географічним розташуванням, а також за середовищем (міські та сільські діалекти) та расою. Наприклад, навколо річки Рупунуні живе переважно індіанське населення, що має власний діалект гаянської креольської. У міста Джорджтаун теж є власний діалект, втім за 45 хвилин їзди від столиці вже можна знайти інші діалекти та акценти, особливо якщо іти вздовж берега, де розташовані прибережні села.
Як і в інших карибських креольських мовах, лексикон та порядок слів дуже гнучкі. За короткий час у мові можуть з'являтись нові слова, старі — змінюватись та набувати нових значень. Такі слова також можуть спочатку використовуватись лиш в межах окремої малої групи мовців, допоки решта носіїв мови не перейме таке слово. Є випадки внесення таких слів різними етнічними меншинами на базі їхніх корінних мов, інколи у видозміненому вигляді.
У Гаяні, гаянська креольська та англійська існують у вертикальному мовному континуумі на основі соціального статусу. Вимова вищих верств населення найбільше подібна до британської та американської англійської, а вимова нижчих — до інших карибських англійських діалектів та креольських мов. Приклад варіювання вимови фрази "I told him" у межах континууму:
| Вимова         | Мовці                                                                 |
| -------------- | --------------------------------------------------------------------- |
| [ai tɔuld hɪm] | Вищий клас (акролект)                                                 |
| [ai toːld hɪm] | Середній клас (мезолект)                                              |
| [ai toːl ɪm]   | носії мезолектних діалектів (нижча частина середнього класу, містяни) |
| [ai tɛl ɪm]    | носії мезолектних діалектів (нижча частина середнього класу, містяни) |
| [a tɛl ɪm]     | носії мезолектних діалектів (нижча частина середнього класу, містяни) |
| [ai tɛl ɪ]     | носії мезолектних діалектів (нижча частина середнього класу, містяни) |
| [a tɛl i]      | носії мезолектних діалектів (нижча частина середнього класу, містяни) |
| [mi tɛl i]     | Сільський робочий клас                                                |
| [mi tɛl am]    | Неосвічені селяни (базилект)                                          |

## Граматика
У гаянській креольській поширена редуплікація прикметників та прислівників для наголошування на чомусь (подібно до вжитку слів "very" або "extremely" у стандартній англійській). Наприклад, "Dis wata de col col" означає "This water is very cold" (ця вода дуже холодна). "Come now now" означає "Come right now" (підійди просто зараз).  

## Фонологія
Є кілька фонологічних маркерів, наявних у гаянській креольській:
- Гаянська креольська ізоморфна із ямайською фонемічною системою.
- Звуки th ([θ, ð]) представлені як [t̪, d̪].
- Спрощення кластерів приголосних[en]
- Невикористання фонем [ʃ], [ʒ], [f], [v].
- Опущення звука h[en]
- Напівголосні
- Відсутність ротичності[en] у старшого покоління (невживання звуку [r]).

## Приклади слів та фраз
Гаянська креольська у прикладах наведена у такому вигляді, у якому вона вимовляється.
| Гаянська креольська                                   | Англійська                       | Англійська                                                             | Українська                                                 |
| Гаянська креольська                                   | Буквальний переклад              | Стандартна англійська                                                  | Українська                                                 |
| ----------------------------------------------------- | -------------------------------- | ---------------------------------------------------------------------- | ---------------------------------------------------------- |
| ah go do it                                           | I'll go do it                    | I will do it                                                           | Я зроблю це                                                |
| dem ah waan sting yuh waan bil                        | They want to sting your one bill | They usually want to take money from you                               | Вони зазвичай хочуть забрати твої гроші                    |
| evri day me a run a raisfil                           | Every day I run the ricefield    | Every day I take care of the ricefield                                 | Я щодня працюю на рисових полях                            |
| ee bin get gun                                        | He been get gun                  | He had the gun                                                         | В нього була зброя                                         |
| ee wuda tek awi lil time but awi bin go come out safe | -                                | It would have taken us a little time but we would have come out safely | Це б зайняло в нас трохи часу, проте ми б вийшли у безпеці |
| me a wuk abak                                         | -                                | I'm working further inland                                             | Я працюю ще далі від берега                                |
| suurin                                                | suitoring (від suitor)           | courtship                                                              | залицяння                                                  |